# Requiem pour un con
Singles de Serge Gainsbourg
Comic Strip
(1967) L'Herbe Tendre
(1968)
Requiem pour un con est une chanson écrite et interprétée par Serge Gainsbourg, composée en collaboration avec Michel Colombier, et parue en single en 1968.

## Développement
En 1967, Serge Gainsbourg est un auteur-compositeur reconnu, mais peine toujours à connaître le succès en tant que chanteur. C'est alors que Jean Gabin, qu'il avait rencontré sur le tournage du Jardinier d'Argenteuil dans lequel Gainsbourg avait joué un cinéaste et pour lequel Gabin (également coproducteur du long-métrage) lui avait demandé de composer la musique,, fait à nouveau appel à ses services pour écrire la bande originale du film Le Pacha de Georges Lautner, dont le tournage commence en novembre, et également tourner une scène dans lequel il tient son propre rôle en studio d'enregistrement,. Un titre enregistré deux mois plus tôt, Requiem pour un con, va servir de générique au long-métrage, ce que le grand patron de la Gaumont, distributeur du film, accepte bien que ce ne soit pas trop dans l'esprit de la maison.
Gainsbourg signe le texte, tandis qu'il compose la musique avec son arrangeur de l'époque, Michel Colombier. Toutefois, Gainsbourg demanda à Colombier de le laisser être crédité comme le seul compositeur sur le film et sur le 45 tours original de 1968, rééditée en 2009, car pris dans une masse de travail, il ne voulait pas être privé de composer d'autres musiques de films, mais seront crédités comme co-compositeur à la SACEM,,,. Colombier accepte. Ce n'est que plus tard notamment sur la réédition du 45 tours daté de 2010 que Gainsbourg est crédité comme parolier et coauteur de la musique avec Michel Colombier.
Une amitié, bien que méconnue, va lier Gabin et Gainsbourg, qui une fois tournée la scène du Pacha où ils apparaissent, vont parler musique, cinéma, littérature et le compositeur impressionne le comédien par sa culture. L'acteur dira même à Lautner qu'il trouvait le morceau génial, ajoutant qu'il aurait affirmé « Requiem pour un con ? Avec lui, ça passe bien. Alors que c'est un peu vulgaire comme rengaine. ».

## Sortie et accueil
Avant sa sortie en salles en mars 1968, Le Pacha passe devant la commission de censure et est controversé à l'époque pour sa violence et la mauvaise image de la police véhiculée. Requiem pour un con va également s'attirer les foudres de la censure, qui juge les paroles « obscènes et scandaleuses ». Le Pacha sort avec une interdiction aux moins de 18 ans, puis réévaluée à une interdiction aux moins de 13 ans après deux semaines d'exploitation, après que Lautner a procédé à une atténuation de la brutalité du personnage de Gabin, tandis que la chanson fera l'objet de critiques et sera menacée de censure, à tel point qu'elle sera interdite de diffusion à la radio,, ce qui provoque une colère noire de Gabin, qui le fait vertement savoir au ministre de l'Intérieur de l'époque, Christian Fouchet. Gabin appellera Gainsbourg et lui glissera à l’oreille : « T'inquiète pas trop. Sans doute, Messieurs les censeurs se sont sentis visés par ta chanson... ».
Le titre est intégré dans les pistes en bonus d'une réédition de l'album Initials B.B. en CD.
La chanson sert de générique pour l'émission C'est quoi ce bordel ? présentée par Laurent Baffie.
La chanson apparaît dans l'album remix I Love Serge de 2001, remixée par le groupe The Orb.

## Fiche technique

### Version originale
- Titre : Requiem pour un con (orthographié Requiem pour un c...)
- Paroles et musique : Serge Gainsbourg
- Interprète d'origine : Serge Gainsbourg sur le 45 tours Philips 370 617 F
- Enregistrement : 8 septembre 1967, au Studio Gaîté, Paris[1]
- Arrangements et direction musicale : Michel Colombier
- Percussionniste : Jacky Rault
- Éditeur : Éditions Musicales Hortensia
- Parution : mars 1968
- Durée : 2 minutes 20

#### Titres
Single 45 tours Philips 370 617 F
1. Requiem pour un con
2. Psychasthénie

### Version remixée
Singles de Serge Gainsbourg
Stan the Flasher
(1990)
En 1991, la chanson ressort dans une nouvelle version réalisée par Dominique Blanc-Francard et Philippe Lerichomme avec la participation de Gainsbourg. À l'origine, le chanteur devait la rechanter intégralement, mais c'est finalement le chant de la version d'origine qui est conservé, bien qu'il effectue des « ajouts » de voix sur la chanson. Dominique Blanc-Francard et Philippe Lerichomme ajoutent des samples issues des chansons de Gainsbourg, dont Aux armes et caetera, Comic Strip, You're Under Arrest ou encore Là-bas c'est naturel. C'est la dernière chanson travaillée par l'artiste avant sa mort, et sa sortie posthume, qui coïncide avec la mort de l'artiste, rencontre le succès, en se classant dans le top 10 et se vendant à plus de 100 000 exemplaires. 
- Titre : Requiem pour un con (Remix 91)
- Paroles et musique : Serge Gainsbourg
- Paroles : Serge Gainsbourg,
- Musique : Serge Gainsbourg et Michel Colombier, remix réalisé par Dominique Blanc-Francard et Philippe Lerichomme[BV 2]
- Interprète d'origine : Serge Gainsbourg sur le 45 tours Philips 878 904-7[13], maxi 45 tours Philips 878 905-1[12] et CD maxi single Philips 878 905-2[15]
- Éditeur : Éditions Musicales Hortensia
- Producteurs : Dominique Blanc-Francard et Philippe Lerichomme
- Parution : 27 décembre 1990 (test pressing 45 tours)[16] et mars 1991 (pour le 45 tours maxi 45 tours et CD maxi single)
- Durée : 3 minutes 54 (7"), 5 minutes 52 (12", CD maxi-single)

#### Titres
Single  45 tours Philips 878 904-7
1. Requiem pour un con (Remix 91)
2. Requiem pour un con (Bande originale du film Le Pacha)

Single maxi 45 tours Philips 878 905-1
1. Requiem pour un con (Remix 91 version longue)
2. Requiem pour un con (Remix 91)
3. Requiem pour un con (Bande originale du film Le Pacha)

Single CD maxi single Philips  878 905-2
1. Requiem pour un con (Remix 91 version longue)
2. Requiem pour un con (Remix 91)
3. Requiem pour un con (Bande originale du film Le Pacha)

## Classements hebdomadaires
| Classement (2010) | Meilleure place |
| ----------------- | --------------- |
| France (SNEP)     | 49              |

| Classement (1991) | Meilleure place |
| ----------------- | --------------- |
| France (SNEP)     | 8               |

## Reprises et samples
Quelques mois avant la parution du remix du titre en 1991 était sortie une reprise par le groupe français de rock fusion FFF, sur leur premier album Blast Culture. Le groupe français de pop rock L'Affaire Louis' Trio reprend cette chanson sur l'album Le Meilleur de l'Affaire parue en 1998.
Le groupe américain de rock indépendant The Folk Implosion reprend le sample des percussions pour leur morceau Serge, paru sur l'album One part lullaby en 1999. Le rappeur français Doudou Masta en a donné une version en 2000 sur la compilation L'Hip-hopée : La Grande Épopée du rap français.
Vanessa Paradis reprend cette chanson en live au Zénith de Paris. Sa version figure sur l'album Vanessa Paradis au Zénith, paru en 2001. Brian Molko interprète Requiem for a Jerk en 2005 avec Françoise Hardy et Faultline. Le DJ français Martin Solveig interprète lui-même cette chanson dans son deuxième album Hedonist, en 2005.
En 2006, sur son album The Long Term Physical Effects Are Not Yet Known, Jay-Jay Johanson interprète Tell Me When the Party's Over, qui sample le Requiem. Lansiné Kouyaté, joueur de balafon, et vibraphoniste David Neerman, vibraphoniste, en font une reprise instrumentale sur leur album Skyscrapers and Deities, sorti en 2011. Le groupe punk français Oberkampf en a fait sa version punk.
En 2005, sur l'album Twenty years, The Young Gods en propose un remix très electro, tandis qu'en 2023, Erik Truffaz revisite le titre en version jazz sur l'album Clap !